# Ian Bishop (cricket)
Pour les articles homonymes, voir Ian Bishop et Bishop.
Ian Raphael Bishop est un joueur de cricket et journaliste trinidadien né le 24 octobre 1967 à Port-d'Espagne, international avec l'équipe des Indes occidentales. Il dispute son premier match au format ODI en 1988, puis son premier test-match l'année suivante. Après des débuts réussis, la carrière de ce fast bowler est plusieurs fois interrompue par des blessures. Son dernier match international a lieu en 1998. Il se reconvertit en commentateur sportif.

## Biographie
Ian Bishop naît le 24 octobre 1967 à Port-d'Espagne. Il fait ses débuts avec l'équipe de Trinité-et-Tobago au cours de la saison 1986-1987. L'année suivante, il obtient la meilleure moyenne au lancer de la compétition des Indes occidentales de first-class cricket, 13,68.
Il fait ses débuts avec l'équipe des Indes occidentales en 1988 au cours d'un match au format One-day International (ODI) contre l'Angleterre. Il fait partie de la tournée des Caribéens en Australie en 1988-1989. En 1989 toujours, il dispute son premier test-match lors de la visite de l'Inde dans les Caraïbes. Il accumule seize guichets en quatre matchs et se montre particulièrement efficace face à Dilip Vengsarkar. Avec 16 guichets, il est l'« homme de la série » pour les Indes occidentales face au Pakistan en 1990.
Une blessure au dos l'éloigne des terrains en 1991. Il retrouve la sélection fin 1992, lors de la tournée en Australie. Il réussit à accumuler 23 guichets à la moyenne de 23,87 dans une série remportée par les visiteurs. Une deuxième blessure au dos contractée en 1993 met encore une fois sa carrière entre parenthèses. Il lui faut attendre 1995, lors d'une tournée en Angleterre, pour rejouer avec les Indes occidentales.
Au cours de ce voyage, il obtient le meilleur total de guichets de la série de test-matchs, 27. Il est obligé de modifier sa technique de lancer pour éviter de se blesser à nouveau. Il dépasse la barre des cent guichets en carrière en test-match au cours de sa 21e rencontre dans cette forme de jeu.
Bishop met fin à sa carrière internationale à l'âge de 30 ans, en 1998. Il se reconvertit en tant que commentateur sportif.

## Bilan sportif

### Principales équipes
|                         | Test                  | ODI                   |
| ----------------------- | --------------------- | --------------------- |
| Indes occidentales      | 1989 - 1998           | 1988 - 1997           |
|                         | First-class           | List A                |
| Trinité-et-Tobago       | 1986-1987 - 1998-1999 | 1986-1987 - 1999-2000 |
| Derbyshire (Angleterre) | 1989 - 1992           | 1989 - 1993           |

## Honneurs
- Désigné en 2004 comme l'un des cinq meilleurs joueurs trinidadiens de l'histoire dans le cadre des célébrations des soixante-quinze ans du premier test-match dans les Indes occidentales[11].